# Chelonus bigener
Chelonus bigener är en stekelart som först beskrevs av Vladimir Ivanovich Tobias 1995.  Chelonus bigener ingår i släktet Chelonus och familjen bracksteklar. Inga underarter finns listade i Catalogue of Life.